# کلیسای سن آگوستین (مانیل)
کلیسای سن آگوستین (انگلیسی: San Agustin Church) یک کلیسای کاتولیک در شهر مانیل، فیلیپین است.
این کلیسا که در سال ۱۷۲۰ میلادی تأسیس شده دارای ۶۷٫۱۵ متر طول و ۲۴٫۹۳ عرض می‌باشد، کلیسای سن آگوستین در سال ۱۹۹۳ در فهرست میراث جهانی یونسکو ثبت شده است.

## نگارخانه

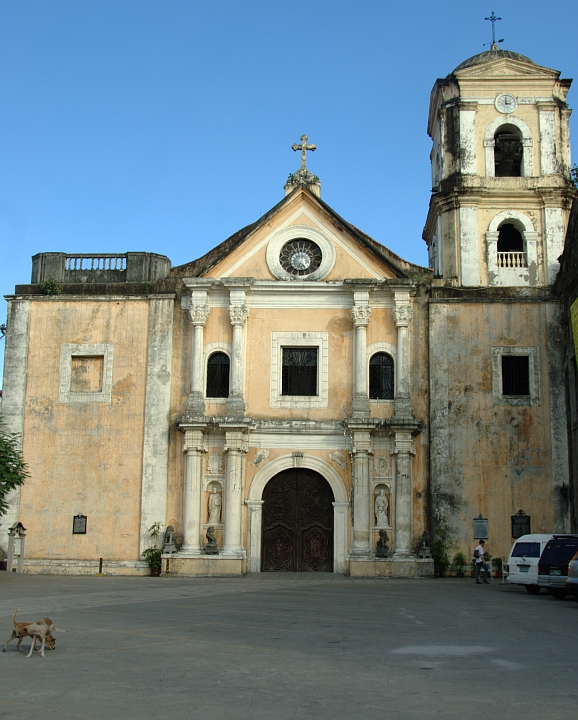
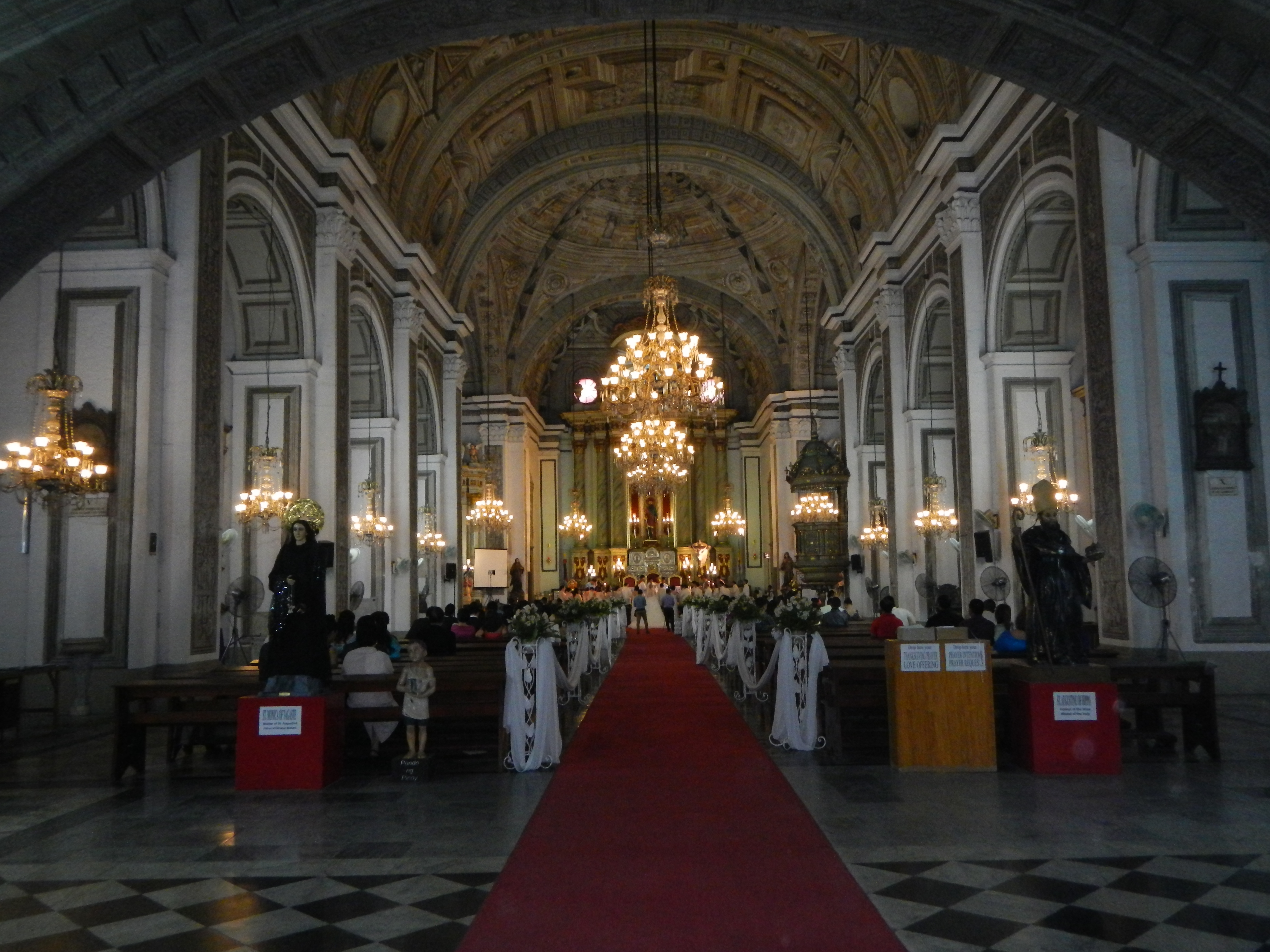
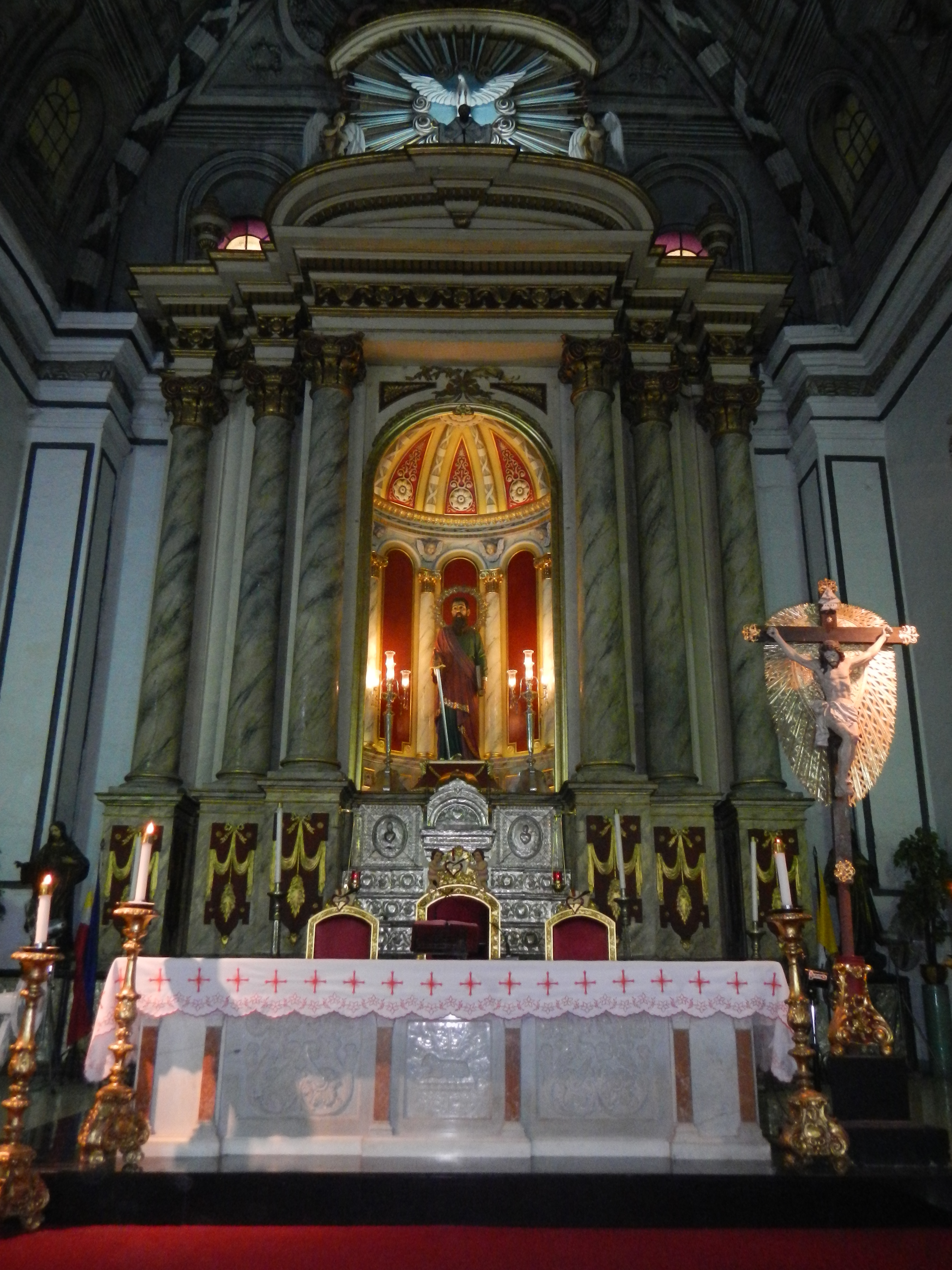
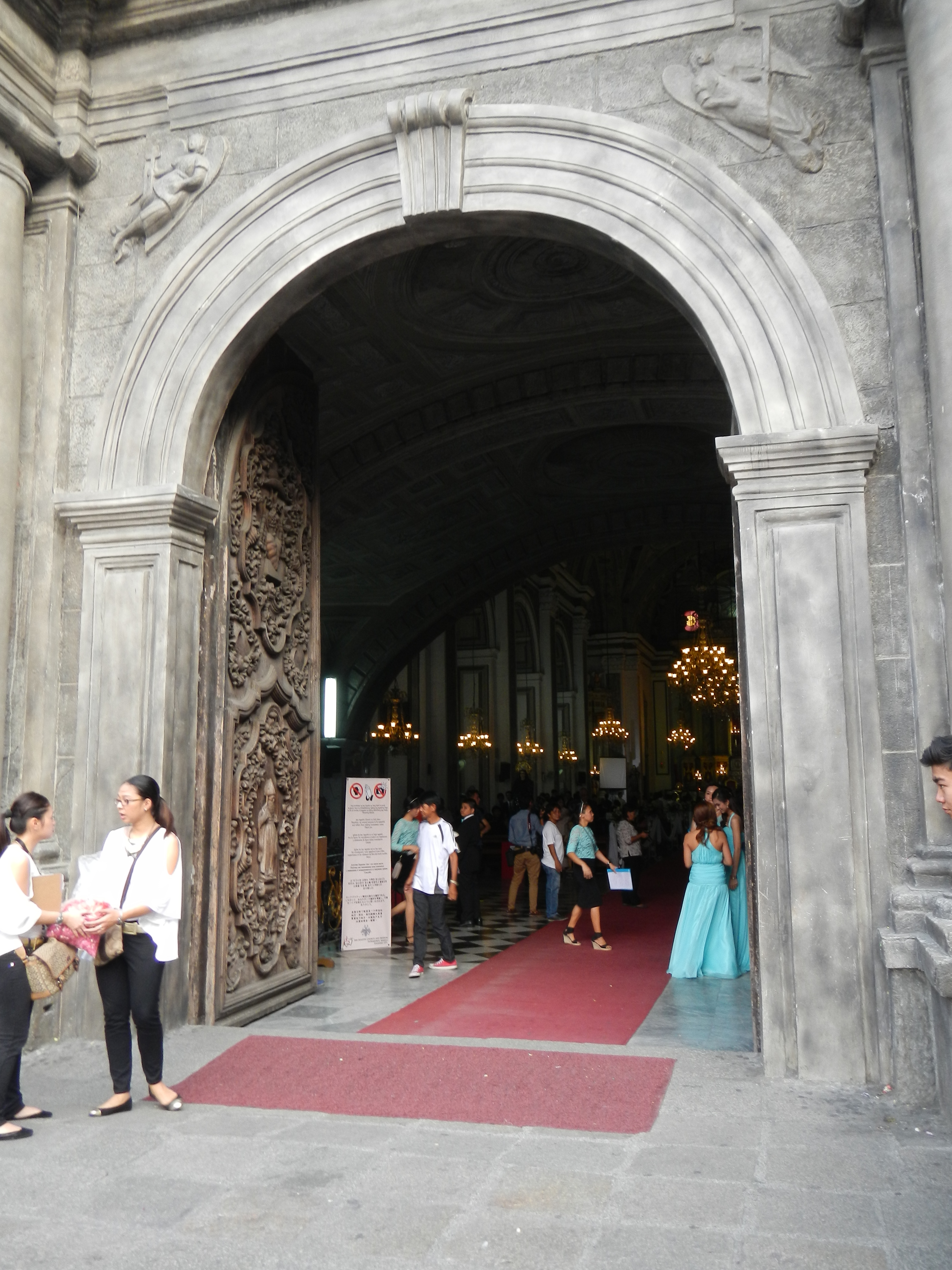
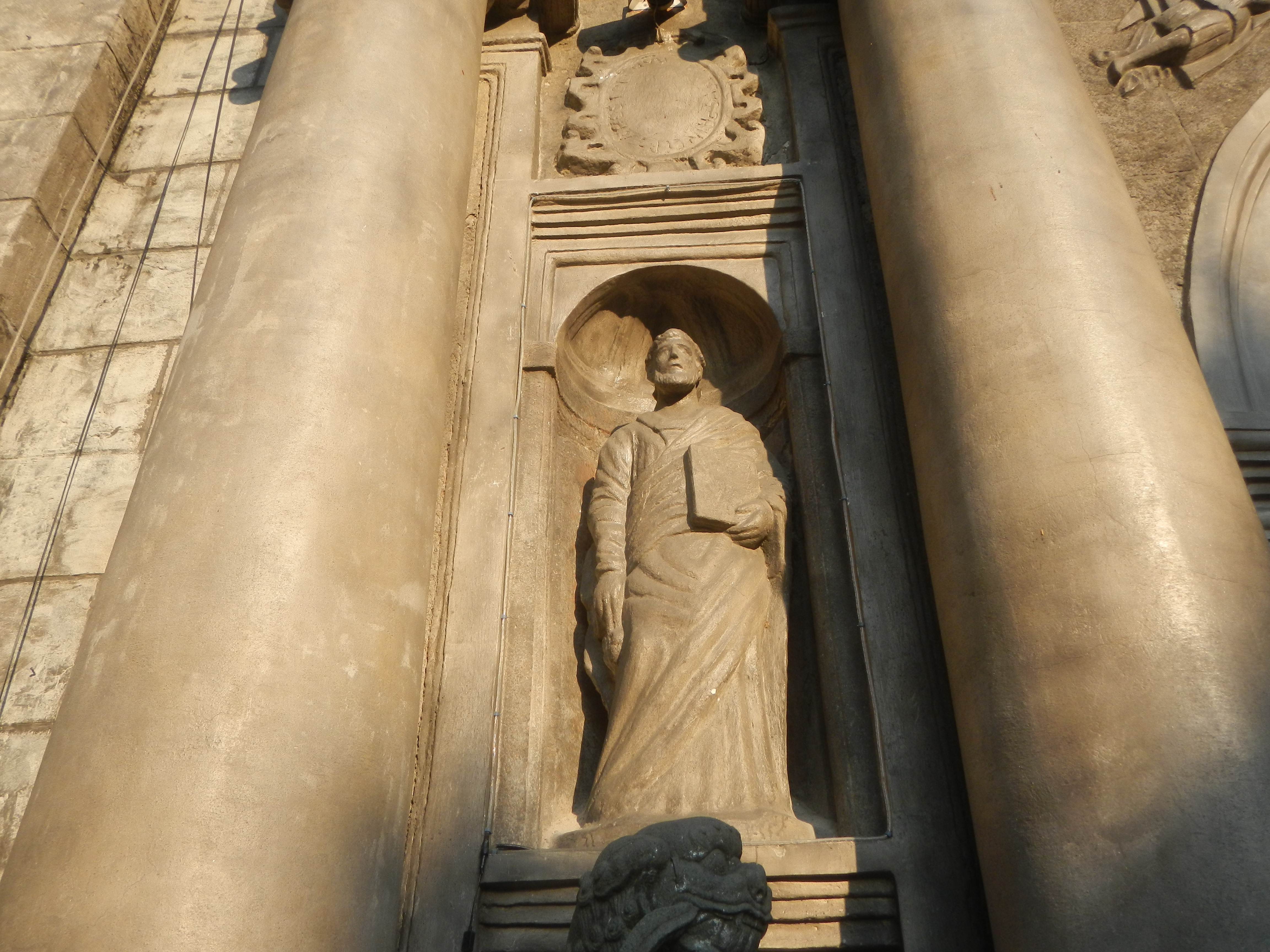